# Elena Kolpachikova
Elena Kolpachikova (Oekraïens: Олена Колпачікова, Russisch: Елена Колпачикова, Jelena Kolpatsjikova) (Jalta, 17 februari 1971) is een Oekraïens actrice die voornamelijk werkzaam is in Hollywood. Ze spreekt vloeiend Oekraïens, Russisch en Engels.